# Gorka Iraizoz
Gorka Iraizoz Moreno (Pamplona, 6 de março de 1981) é um ex-futebolista espanhol de origem basca.

## Carreira
Iraizoz começou a carreira no Athletic Bilbao.

## Títulos
Girona
- Supercopa da Catalunha: 2019[1]

Athletic Bilbao
• Supercopa da Espanha: 2015
Espanyol
- Copa del Rey: 2005–06[1]